# Coupe Gambardella 1969-1970
Navigation
Édition précédente Édition suivante
La Coupe Gambardella 1969-1970 est la 16e édition de la Coupe Gambardella de football. 

## Organisation
Elle est organisée durant la saison 1969-1970 par la Fédération française de football et ses ligues régionales, et se déroule sur toute la saison, d'octobre à mai. La compétition à élimination directe met aux prises les équipes juniors des clubs à travers la France.

## Déroulement

### Seizièmes de finale
| Équipe 1 | Résultat | Équipe 2               | T.a.b. |
| -------- | -------- | ---------------------- | ------ |
| FC Sète  | 4-2      | Olympique de Marseille |        |

### Finale
| | AS Saint-Étienne                       | 3-3 | Olympique lyonnais              |  |  |
| | Soulier 2e · Revelli 18e · Santini 60e | (2-1) | 7e 81e Clopin · 85e A. Domenech |  |  |
| | Tirs au but 5-4                        | |                                 |  |  |
| Picca - Pernom, Stakowiecz, Lopez, Debayles - Merchadier, Synaeghel - Soulier, Santini, Revelli, Sarramagna | Équipes                                | Guillet - A. Domenech, Colombat, R. Domenech, Bouvier - Baldassara, Saccinto - Clopin, Lacombe, Doual, Dépouilly |                                 |  |  |